# Haploditha chamberlinorum
Haploditha chamberlinorum är en spindeldjursart som beskrevs av Lodovico di Caporiacco 1951. Haploditha chamberlinorum ingår i släktet Haploditha och familjen Tridenchthoniidae. Inga underarter finns listade i Catalogue of Life.